# پرکاتا
پِرکاتا (به مجاری:  Perkáta) یک منطقهٔ مسکونی در مجارستان است که در ناحیه دونااوی‌واروش واقع شده‌است. پرکاتا ۷۴٫۵۲ کیلومتر مربع مساحت و ۴٬۱۳۹ نفر جمعیت دارد.